# Herman Kuiphof

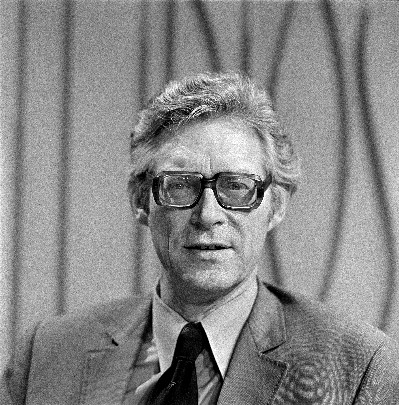
Herman Kuiphof in 1978

Herman Philippus Kuiphof (Franeker, 27 oktober 1919 – Soest, 19 november 2008) was een Nederlands sportjournalist en televisiecommentator.
Kuiphof begon zijn carrière in 1938 als leerling-verslaggever bij het Haagse dagblad De Nederlander. Tijdens de oorlog werd de krant verboden en had hij een kantoorbaan. Kort na de oorlog kwam deze krant als De Nieuwe Nederlander terug, waarvoor hij een wedstrijd mocht verslaan van het Nederlands Elftal tegen een gelegenheidsteam van Engelse militairen die in Duitsland gelegerd waren. In 1946 stapte Kuiphof over naar de Haagsche Courant waar hij zich specialiseerde als sportjournalist. In 1961 ging hij over naar de VPRO-televisie. Voor de NTS en de NOS versloeg hij diverse malen de Olympische Spelen en bovenal talrijke voetbalwedstrijden: eredivisie, KNVB beker, Oranje, de Europa Cup successen. Daarnaast behoorden skiën en tennis tot zijn specialismes.
Kuiphof was heel lang de toonaangevende commentator. Toen hij de naam van Feyenoord-spits Ove Kindvall uit Zweden uitsprak als 'Tsjiendval', wat de correcte uitspraak dichter benaderde dan 'Kiendval', kreeg hij daarna van het publiek de bijnaam "Tsjuiphof". In Rotterdam en omstreken was Kuiphof vooral bekend onder de bijnaam "Herman Ajax".
Bekend is ook zijn commentaar bij de beslissende goal tijdens de WK-finale West-Duitsland - Nederland (2-1) in 1974. Toen Gerd Müller scoorde, riep Kuiphof: "Zijn we er tóch ingetuind!"
In 1978 werd hij door sportchef Bob Spaak ongeschikt bevonden voor het verslaan van de finale Argentinië-Nederland. Volgens Spaak waren Kuiphofs ogen niet goed genoeg en de finale ging naar Theo Reitsma. Kuiphof heeft nadien nog een aantal jaren tenniscommentaar gegeven voor diverse zenders. Ook was hij regelmatig te horen in het radioprogramma van Ischa Meijer. Sinds 1983 schreef hij eveneens een column in NRC Handelsblad.
Herman Kuiphof overleed op 89-jarige leeftijd.
- International Standard Name Identifier: 0000 0003 6871 9719
- Nederlandse Thesaurus van Auteursnamen: 073818003
- Virtual International Authority File: 283980767
- WorldCat: E39PBJy48wCVDTJDXyC6dfpwYP